# Pont-sur-Yonne
Pont-sur-Yonne település Franciaországban, Yonne megyében. Lakosainak száma 3357 fő (2022. január 1.). Pont-sur-Yonne Michery, Gisy-les-Nobles, Saint-Sérotin, Villemanoche és Villeperrot községekkel határos.

## Népesség
A település népességének változása:
| Lakosok száma | 3309 | 3420 | 3450 | 3334 | 3286 | 3316 | 3316 | 3333 | 3357 |
|               | 2013 | 2015 | 2016 | 2017 | 2018 | 2019 | 2020 | 2021 | 2022 |